# Pratdip
Pratdip település Spanyolországban, Tarragona tartományban. Pratdip Mont-roig del Camp, Vandellòs i l’Hospitalet de l’Infant, Tivissa és Colldejou községekkel határos. Lakosainak száma 759 fő (2024).

## Népesség
A település népessége az elmúlt években az alábbi módon változott:
| Lakosok száma | 133  | 1048 | 793  | 617  | 484  | 655  | 843  | 685  | 738  | 759  |
|               | 1717 | 1887 | 1936 | 1960 | 1986 | 2004 | 2009 | 2014 | 2019 | 2024 |